# Szelomo Perlstein
Szelomo Perlstein (hebr.: שלמה פרלשטיין, ang.: Shlomo Perlstein, ur. 2 września 1902 w Przemyślu, zm. 19 kwietnia 1979) – izraelski polityk, w latach 1951–1959 oraz 1961–1969 poseł do Knesetu.
W wyborach parlamentarnych w 1951 po raz pierwszy dostał się do izraelskiego parlamentu. Zasiadał w Knesetach II i III kadencji z listy Ogólnych Syjonistów, V kadencji jako polityk Partia Liberalnej oraz VI kadencji z listy bloku Gahal.